# 草加部 (津山市)
草加部（くさかべ）は岡山県津山市にある地名。郵便番号は708-1117。

## 地理
加茂川の西、旧・神庭村の南端、現・成名地区の北西端。成名地区は周辺の町村制時の旧・4村の各一大字が集まって出来た地区で、神庭村からは当地域が成名地区となった。

### 河川
- 加茂川

## 歴史

### 沿革
- 1889年6月1日 - 町村制施行に伴い、東北条郡草加部村が同郡綾部村、吉見村と合併し、神庭村となる。草加部村は大字草加部となる。
- 1900年4月1日 - 東北条郡が東南条郡、西西条郡、西北条郡と合併し、苫田郡となる。
- 1954年7月1日 - 神庭村が 周辺の9村とともに津山市へ編入される。

## 世帯数と人口
2021年（令和3年）1月1日現在の世帯数と人口は以下の通りである。
| 町丁   | 世帯数  | 人口  |
| ------ | ------- | ----- |
| 草加部 | 232世帯 | 523人 |

## 小・中学校の学区
市立小・中学校に通う場合、学区は以下の通りとなる。
| 番地 | 小学校             | 中学校               |
| ---- | ------------------ | -------------------- |
| 全域 | 津山市立成名小学校 | 津山市立津山東中学校 |

## 交通

### 道路
- 岡山県道6号津山智頭八東線

## 施設
- パナソニックAVCネットワークス社津山工場
- 岡山県家畜畜産物衛生指導協会津山支部
- 津山市水道局浄水課日下部浄水場
- 妙宣寺